# Adios Amigos
Adios Amigos is een Nederlandse tragikomedie uit 2016, geregisseerd door Albert Jan van Rees met in de hoofdrollen Yannick van de Velde, Martijn Lakemeier, Bas Hoeflaak en Margôt Ros. De film is een remake van de Vlaamse film Hasta la vista uit 2011.

## Verhaal
Lars, Philip en Joost zijn drie boezemvrienden, die elke week samen naar het zwembad gaan om onder andere van het vrouwelijke schoon te genieten. De drie willen dolgraag hun maagdelijkheid verliezen, maar in hun missie staat iets in de weg: Lars heeft een hersentumor en moet daarom in een rolstoel zitten, Philip is vanaf zijn hals verlamd en Joost is bijna blind. De drie boezemvrienden beslissen om samen naar Salou te gaan in de hoop dat er daar vrouwen zijn die met hen naar bed willen. Volgens Lars zijn de meisjes daar namelijk erg 'makkelijk'. Via Marktplaats gaan ze op zoek naar een verzorger met een busje. Uiteindelijk wordt het de verzorger die ze altijd naar het zwembad brengt. Hun ouders gaan na aanvankelijke scepsis over de reis akkoord als ze zien dat zijn busje ruimschoots in orde is. Lars krijgt echter een aanval en wordt verboden nog mee te gaan. Daarop zoeken de jongens contact met een van de aanbieders op Marktplaats. Deze heet Lub, door de jongens al gauw de Lubricator gedoopt. Ze ontsnappen aan hun ouders en gaan op pad. Als reactie op Philips cynische en rancuneuze houding besluit ze stiekem naar haar thuisland Kroatië te rijden om hem een lesje te leren. In Oostenrijk komt dit aan het licht, maar ze overtuigt hen ervan dat hun missie in Kroatië nog meer kans van slagen heeft dan in Spanje. Hun ouders hebben inmiddels telefonisch contact gehad met haar en staan in Kroatisch hotel klaar om de jongens terug te halen. Na een hoop consternatie ontsnappen de jongens weer, met behulp van Lub die onderweg had verteld ook een gehandicapt kind te hebben. Op een feest raakt enkel Lars aan de praat met een meisje, dat hij wegstuurt. Daarop besluit Lub de jongens naar een lokaal, in gehandicapten gespecialiseerd, bordeel te sturen. Joost blijft echter achter om met Lub te vrijen. Op de terugweg overlijdt Lars.

## Rolverdeling
| Acteur               | Personage |
| -------------------- | --------- |
| Yannick van de Velde | Philip    |
| Martijn Lakemeier    | Lars      |
| Bas Hoeflaak         | Joost     |
| Margôt Ros           | Lub       |
| Han Oldigs           | Gert      |
| Juul Vrijdag         | Mieke     |
| Geert Lageveen       | Henk      |
| Loes Schnepper       | Gera      |
| Ids van der Krieke   | Arts      |
| Lieke-Rosa Altink    | Anne      |